# Marc Bartra
Marc Bartra Aregall (født 15. januar 1991) er en spansk professionel fodboldspiller, der fra 2018 spiller for  den spanske klub Real Betis. Tidligere har han  spillet for FC Barcelona som central forsvarsspiller indtil den 3. Juni 2016, hvor han blev solgt til tyske Borussia Dortmund, der til dagligt spiller i Bundesligaen. 
Han blev født i Sant Jaume dels Domenys, Tarragona, Catalonien, og i en alder af 11 år flyttede Bartra til FC Barcelonas ungdoms-system, La Masia, efter at have startet med at spille fodbold ved naboerne RCD Espanyol. Marc Bartra spillede størstedelen af sin ungdomskarriere hos FC Barcelona, og blev rykket op som seniorspiller i 2009. Efter gode præstationer og mangel på forsvarsspillere grundet skader, blev den unge centrale forsvarsspiller rykket op i A-truppen.